# 阿的爾
阿的爾（土耳其語：İtil），或譯阿德、亦的勒，中國古代文獻稱阿得、阿得水。突厥語意味大河，是可薩汗國8-10世纪末的首都。首都得名於伏爾加河的突厥語稱呼阿的里。
阿的爾位於伏爾加河下游阿斯特拉罕一帶，是一個小島，9世紀時出現在阿拉伯紀錄，是一個繁榮城市，可薩汗國可汗和汗伯克也生活在此。
阿的爾也是民族宗教多元地區，有猶太教徒、基督徒、穆斯林、薩滿教徒和異教徒生活和貿易，有7位不同宗教的法官處理纠纷。
這首都後被斯维亚托斯拉夫·伊戈列维奇摧毁。